# 塞纳河畔利夫里
塞纳河畔利夫里（法語：Livry-sur-Seine，法語發音：[livʁi syʁ sɛn] ⓘ）是法国法蘭西島大區塞纳-马恩省的一个市镇，属于默伦区。 

## 地理
塞纳河畔利夫里（48°30'38"N, 2°41'5"E）面积4.97 平方千米，位于法国法蘭西島大區塞纳-马恩省，该省份为法国北部内陆省份，北起瓦兹省，西接埃松省、马恩河谷省、塞纳-圣但尼省和瓦兹河谷省，南至卢瓦雷省，东南接约讷省，东临马恩省和奥布省，东北接埃纳省。
与塞纳河畔利夫里接壤的市镇（或旧市镇、城区）包括：拉罗谢特、沃勒佩尼勒、沙特雷特。

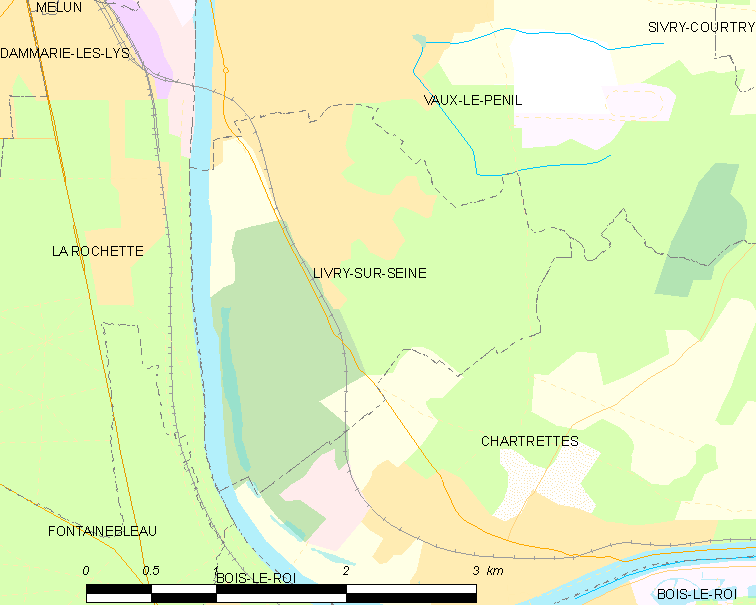
塞纳河畔利夫里的OSM定位图

塞纳河畔利夫里的时区为UTC+01:00、UTC+02:00（夏令时）。

## 行政
塞纳河畔利夫里的邮政编码为77000，INSEE市镇编码为77255。

## 政治
塞纳河畔利夫里所属的省级选区为默伦县。

## 人口

1962-2008年间塞纳河畔利夫里人口变化图示

塞纳河畔利夫里于2022年1月1日时的人口数量为2224人。